# Tephrina albofascia
Tephrina albofascia là một loài bướm đêm trong họ Geometridae.